# Karl-Eberhard Schorr

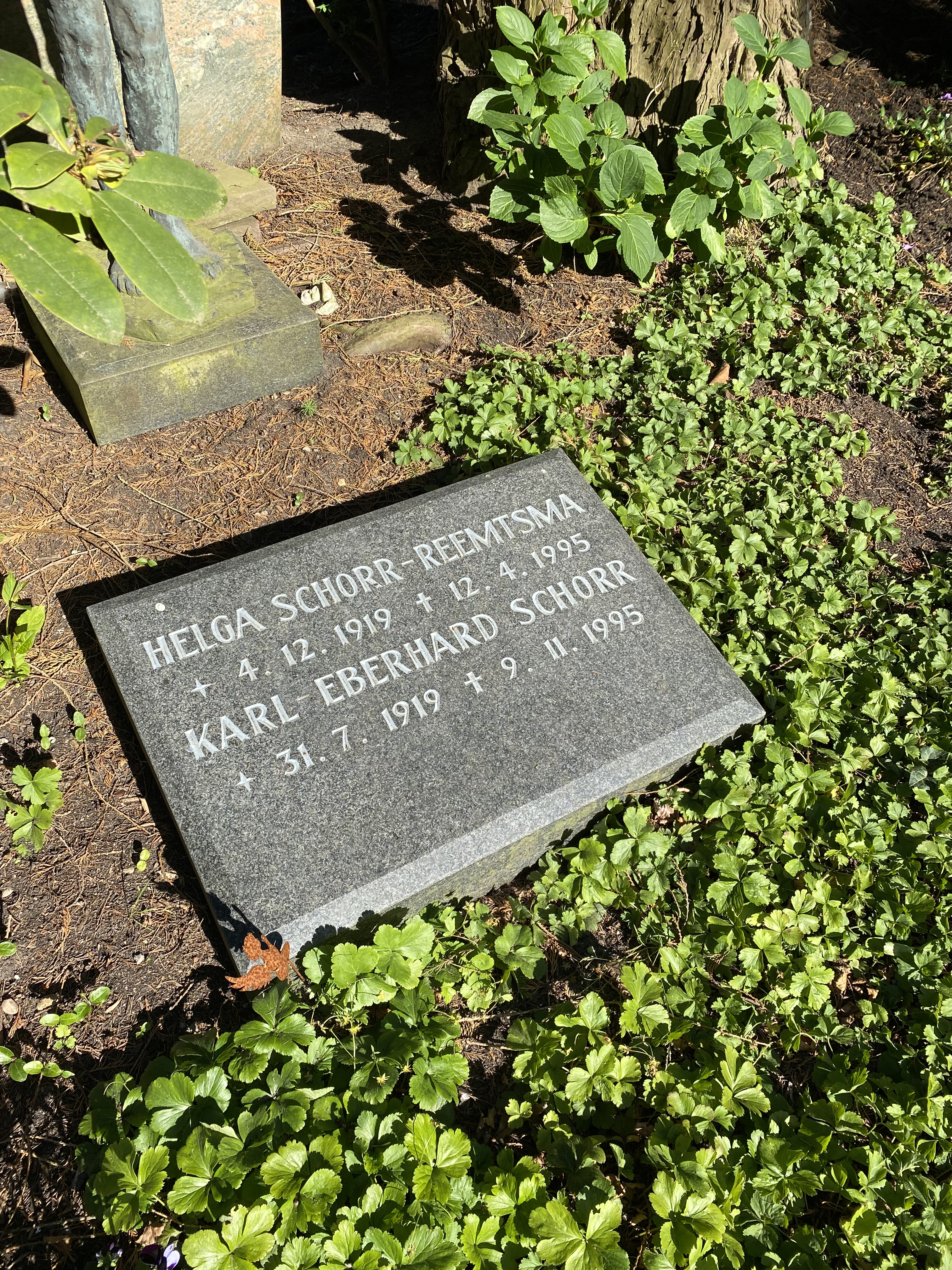
Grabstätte auf dem Friedhof Blankenese

Karl-Eberhard Schorr (* 31. Juli 1919 in Hamburg; † 9. November 1995 ebenda) war ein deutscher Erziehungswissenschaftler.

## Leben
Nach der Promotion zu  Hegels Konzeption der Kraft in seiner Philosophie des absoluten Geistes bei Ludwig Landgrebe 1947 an der Christian-Albrechts-Universität zu Kiel war er von 1974 bis 1978 wissenschaftlicher Rat und Professor für Sozialgeschichte der Erziehung – Bildungspolitik und von 1979 bis 1984 Professor für Sozialgeschichte der Erziehung – Bildungspolitik an der Universität Hamburg. Der Philosoph Hans Blumenberg war ein enger Freund Schorrs aus gemeinsamer Promotionszeit in Kiel.
Gemeinsam mit Niklas Luhmann gab Schorr zwischen 1979 und 1996 im Klett- und im Suhrkamp-Verlag mehrere Beiträge, darunter die Reihe Fragen an die Pädagogik (1986–1996) heraus. In den ersten gemeinsamen Veröffentlichungen von 1979 und 1982 formulierten der Pädagoge Schorr und der Soziologe Luhmann eine These von einem Technologiedefizit im Bildungssystem – verbunden mit der in der Erziehungswissenschaft, Sozialpädagogik und Sozialen Arbeit weithin rezipierten Erkenntnis, dass Erziehung nicht linear einen gezielten Effekt erreichen könne. Der letzte Band der gemeinsamen Reihe mit Luhmann erschien postum.
Schorr wurde auf dem Friedhof Blankenese beigesetzt. Er war mit Helga Schorr-Reemtsma (* 4. Dezember 1919 - † 12. April 1995) verheiratet, der Tochter des renommierten Hamburger Zigarrenproduzenten, Mäzen und Kunstsammlers Hermann Fürchtegott Reemtsma. Der im Deutschen Literaturarchiv Marbach digitalisierte Briefwechsel zwischen Karl-Eberhard Schorr mit Hans Blumberg notiert zum 5. Juli 1955 die Geburtsanzeige eines Sohnes Clemens Martin Schorr.